# Không lực Lực lượng Phòng vệ Biển Nhật Bản

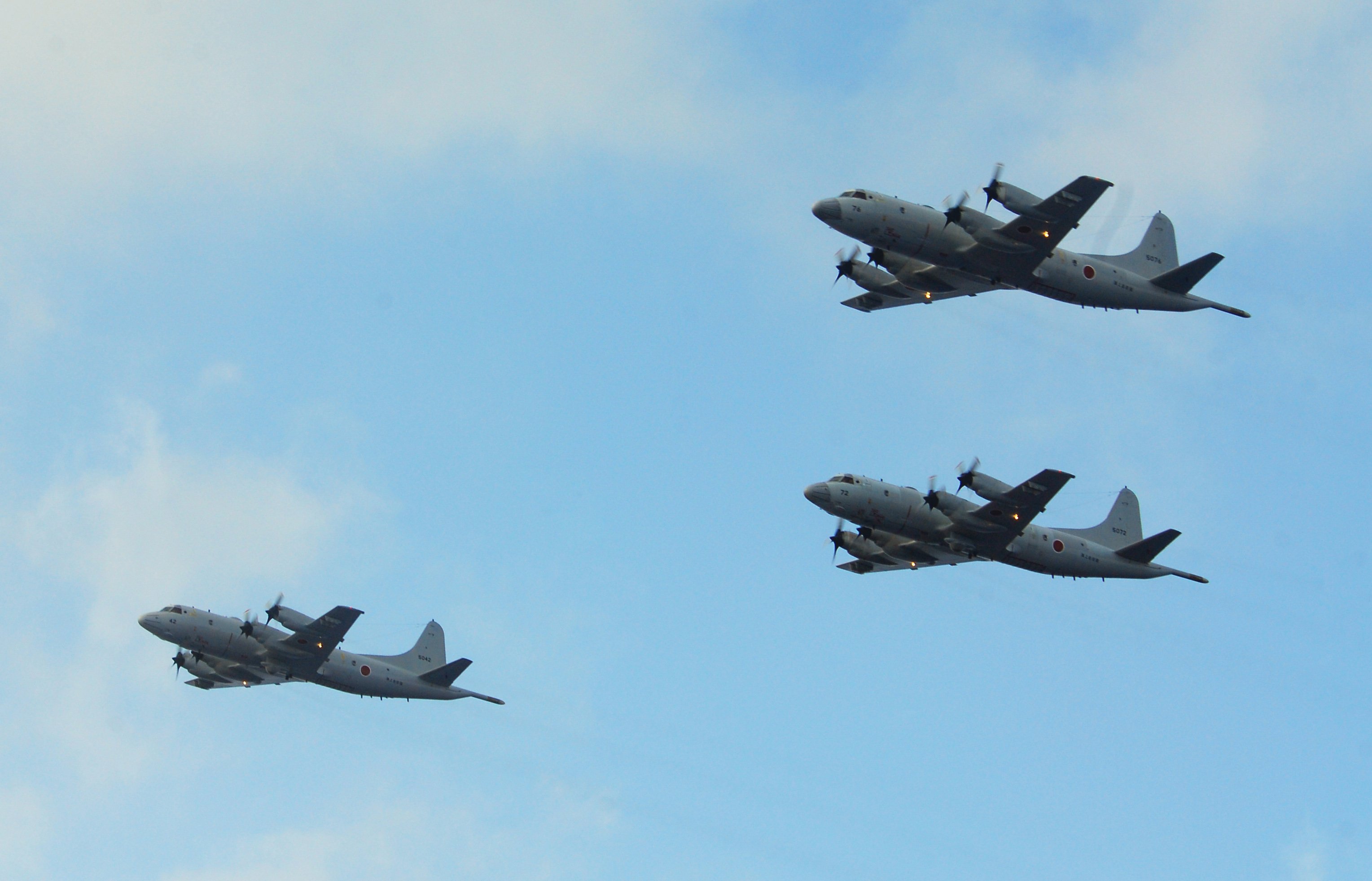
Ba máy bay trinh sát biển Orion P-3C của Không lực Lực lượng Phòng vệ Biển Nhật Bản đang bay theo đội hình. Năm 2011

Fleet Air Force (航空集団 koukuushuudan) là nhánh hàng không hải quân của Lực lượng phòng vệ hàng hải Nhật Bản (JMSDF). Bộ chỉ huy của không lực đặt tại Căn cứ Không quân Hải quân Atsugi và chịu trách nhiệm cho cả máy bay cánh cố định và máy bay cánh quay. Tính đến năm 2012, không lực này được trang bị hơn 200 máy bay cánh cố định và 150 máy bay trực thăng. Các máy bay này hoạt động từ các căn cứ trên khắp Nhật Bản, cũng như từ các tàu của JMSDF.:66

## Lịch sử
Máy bay đầu tiên của JMSDF là 16 máy bay tuần tra hàng hải Hải quân Lockheed P2V, do Hải quân Hoa Kỳ cung cấp cho lực lượng vào năm 1956. Hải quân Hoa Kỳ cũng cung cấp cho Nhật Bản 60 máy bay Máy theo dõi S-2 Grumman từ năm 1957.:5 Trong những năm 1980, số máy bay của không lực JMSDF gồm 82 chiếc Neptunes (hầu hết là biến thể Kawasaki P-2J được chế tạo tại địa phương) đã được thay thế bởi khoảng 100 máy bay Orh P-3 Orions.:10 Máy bay trực thăng chiến đấu đầu tiên của JMSDF là Mitsubishi HSS-2 (biến thể Nhật Bản của Sikorsky SH-3 Sea King).:13 Chúng về sau được thay thế bởi SH-60J trong những năm 1990.:14
JMSDF là lực lượng duy nhất vận hành các máy bay trực thăng quét mìn khác ngoài Hải quân Hoa Kỳ. Những chiếc trực thăng đầu tiên được sử dụng cho mục đích này là 8 chiếc V-107A.:11 Chúng sau đó được thay thế bằng 11 chiếc MH-53E trong những năm 1990. Bảy máy bay trực thăng MCH-101 về sau đã thay thế số MH-53E, trong đó 5 chiếc đã được chuyển giao vào giữa năm 2012.:70

## Trang thiết bị
Hàng không Lực lượng phòng vệ hàng hải Nhật Bản duy trì một lực lượng không lực hải quân lớn, bao gồm 201 máy bay cánh cố định và 145 máy bay trực thăng. Hầu hết các máy bay này được sử dụng trong các hoạt động tác chiến chống ngầm. 
| Máy bay              | Vai trò                                                                                         | Phiên bản                  | Số lượng             | Ghi chú                                                                     |                      |                      |
| Máy bay cánh cố định | Máy bay cánh cố định                                                                            | Máy bay cánh cố định       | Máy bay cánh cố định | Máy bay cánh cố định                                                        | Máy bay cánh cố định | Máy bay cánh cố định |
| -------------------- | ----------------------------------------------------------------------------------------------- | -------------------------- | -------------------- | --------------------------------------------------------------------------- | -------------------- | -------------------- |
| F-35 Lightning II    | Đa chức năng                                                                                    | F-35B                      | 40                   | Theo đơn đặt hàng                                                           |                      |                      |
| Lockheed P-3 Orion   | Tuần tra hàng hải ELINT Trinh sát quang học Kiểm tra thiết bị Huấn luyện viên tác chiến điện tử | P-3 EP-3 OP-3 LÊN-3 LÊN 3D | 68 4 5 1 3           |                                                                             |                      |                      |
| Kawasaki P-1         | Tuần tra hàng hải                                                                               | P-1                        | 12                   | Dự định thay thế Lockheed P-3C Orion. Thêm 80 đơn hàng.                     |                      |                      |
| KC-130 Hercules      | Vận chuyển tiện ích                                                                             | C-130R                     | 6                    | Được đưa vào phục vụ từ năm 2013.                                           |                      |                      |
| Learjet 35           | Máy bay tiện ích                                                                                | U-36A                      | 4                    |                                                                             |                      |                      |
| Beechcraft King      | Máy bay tiện ích / Liên lạc Máy bay huấn luyện                                                  | LC-90 TC-90                | 5 28                 |                                                                             |                      |                      |
| Fuji T-5             | Máy bay huấn luyện                                                                              | T-5                        | 36                   |                                                                             |                      |                      |
| ShinMaywa US-1       | Tìm kiếm và cứu hộ                                                                              | Mỹ-1A                      | 1                    |                                                                             |                      |                      |
| ShinMaywa US-2       | Tìm kiếm và cứu hộ                                                                              | Mỹ-2                       | 5                    | Thay thế US-1A cũ hơn.                                                      |                      |                      |
| Máy bay trực thăng   |                                                                                                 |                            |                      |                                                                             |                      |                      |
| Mitsubishi SH-60     | Máy bay trực thăng hàng hải                                                                     | UH-60J SH-60J SH-60K       | 15 42 53             | Tìm kiếm và cứu hộ. Chiến tranh chống tàu ngầm. Chiến tranh chống tàu ngầm. |                      |                      |
| AgustaWestland AW101 | Máy bay trực thăng quét mìn Máy bay trực thăng tiện ích                                         | MCH-101 CH-101             | 10 2                 | Đối với tàu phá băng Shirase.                                               |                      |                      |
| Eurocopter EC 135    | Huấn luyện viên trực thăng                                                                      | TH-135                     | 15                   |                                                                             |                      |                      |

## Tổ chức hiện tại
Tổ chức các đơn vị hàng không của JMSDF dựa trên cơ sở của Hải quân Hoa Kỳ. Các đơn vị tổ chức chính là Koku Shudan (nhóm không quân), Kokugun (cánh không khí), Kōkūtai (phi đội không quân) và Hikōtai (chuyến bay).:66
Từ giữa năm 2012, cấu trúc của các đơn vị hàng không của JMSDF như sau::69

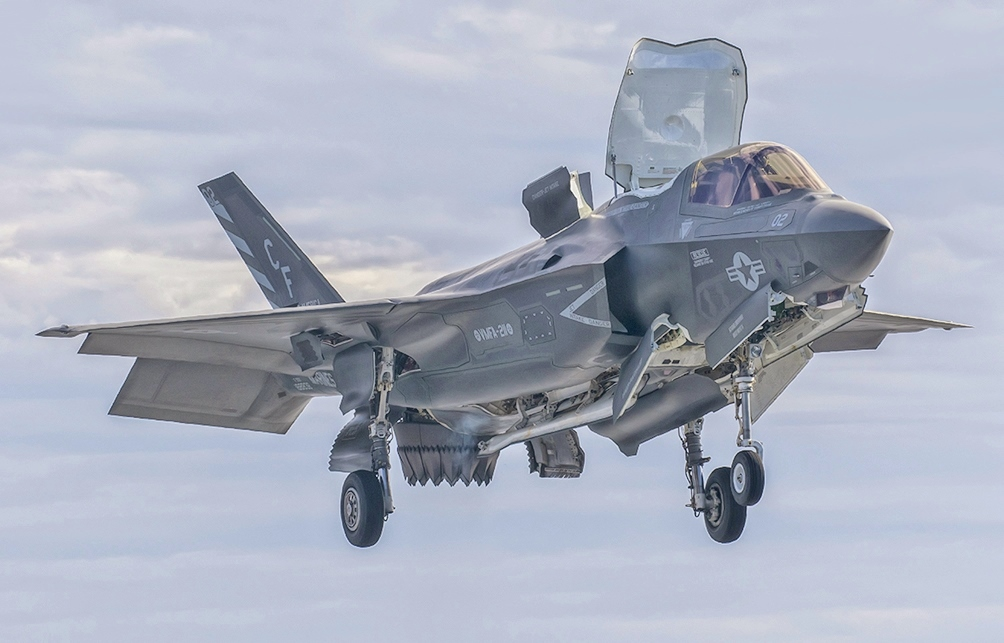
Một chiếc F-35B chuẩn bị hạ cánh thẳng đứng trên USS America (LHA-6)

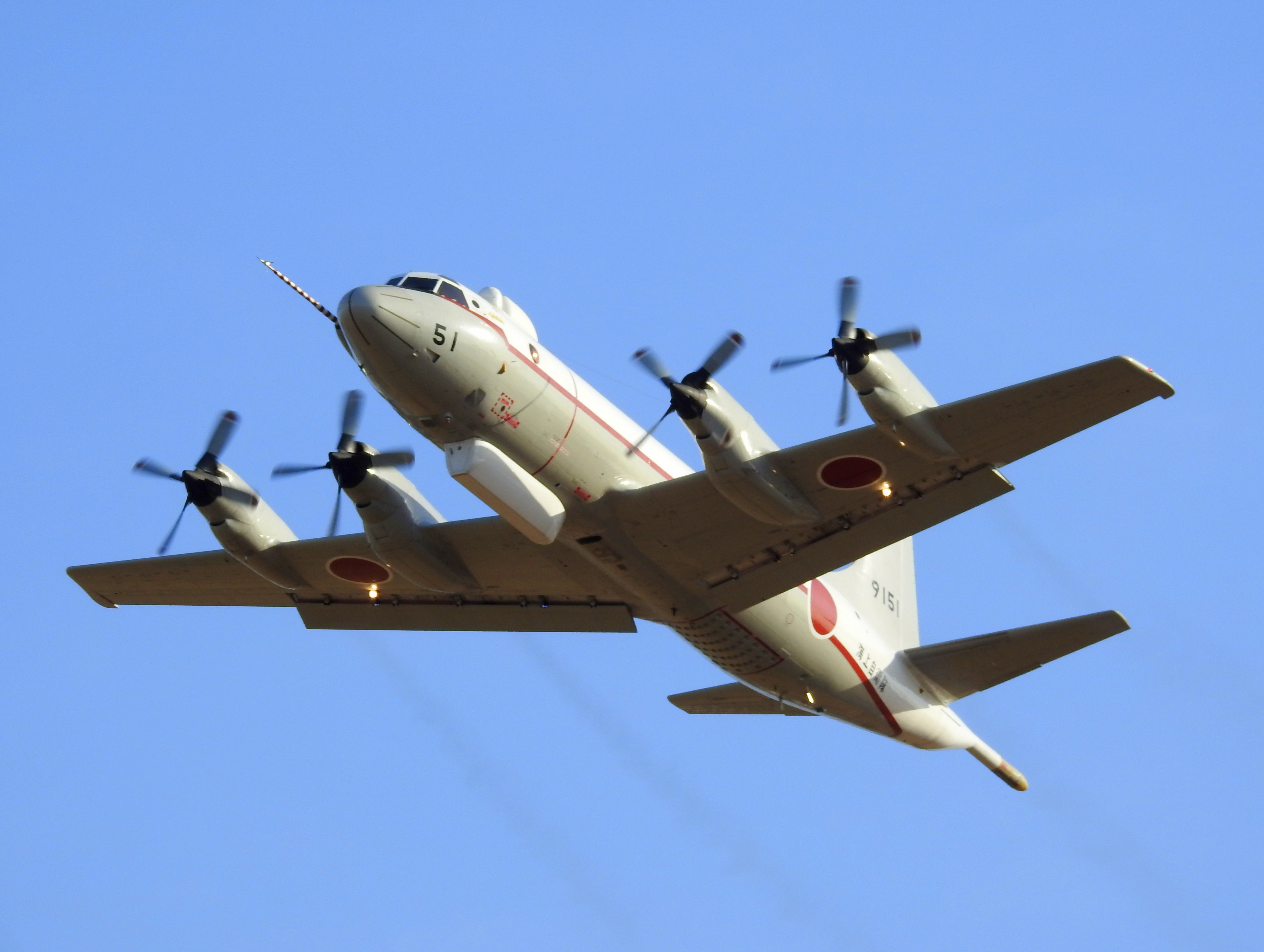
Máy bay Lực lượng phòng vệ hàng hải Nhật Bản Lockheed UP-3C Orion # 9151

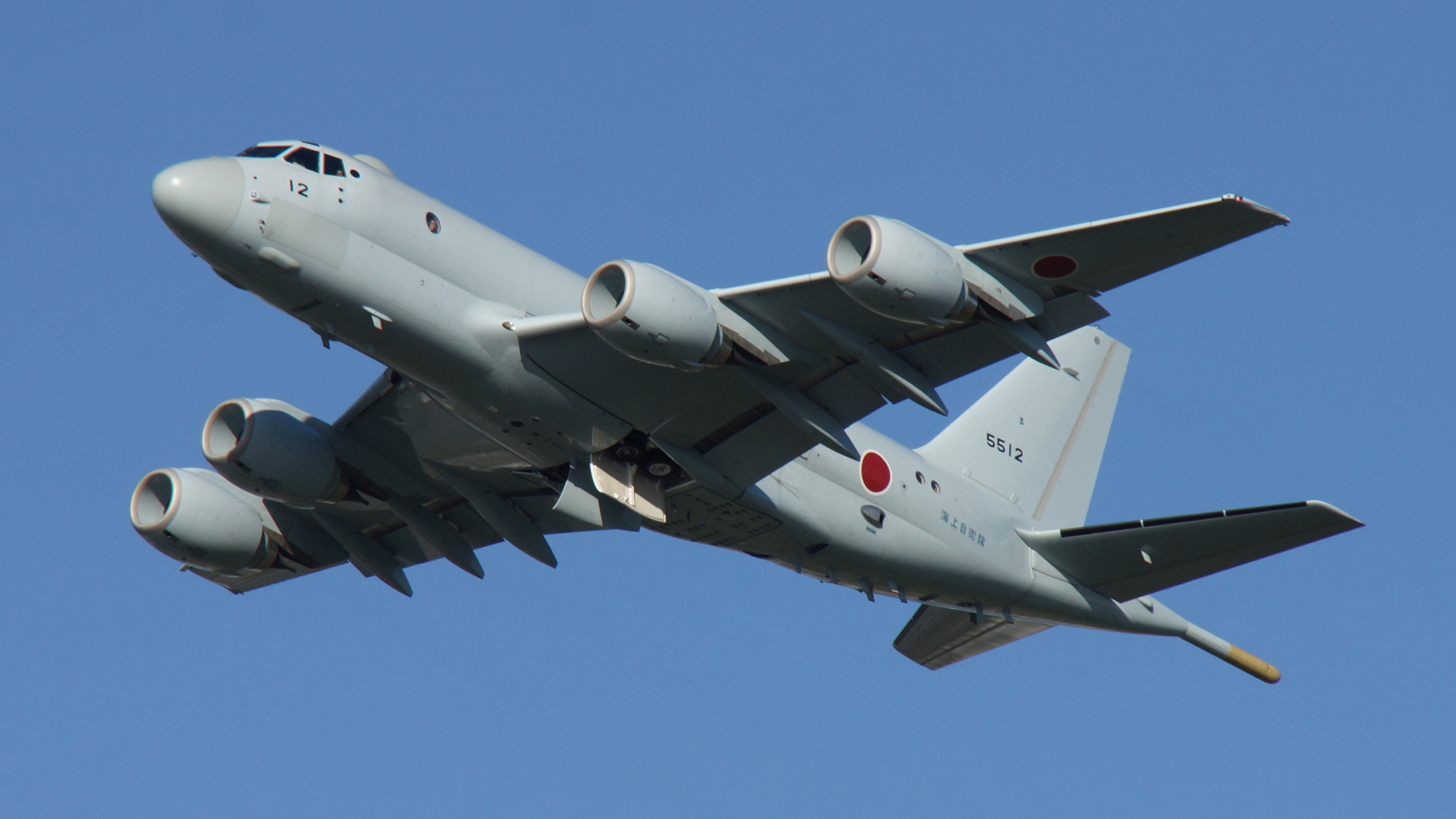
Kawasaki P-1

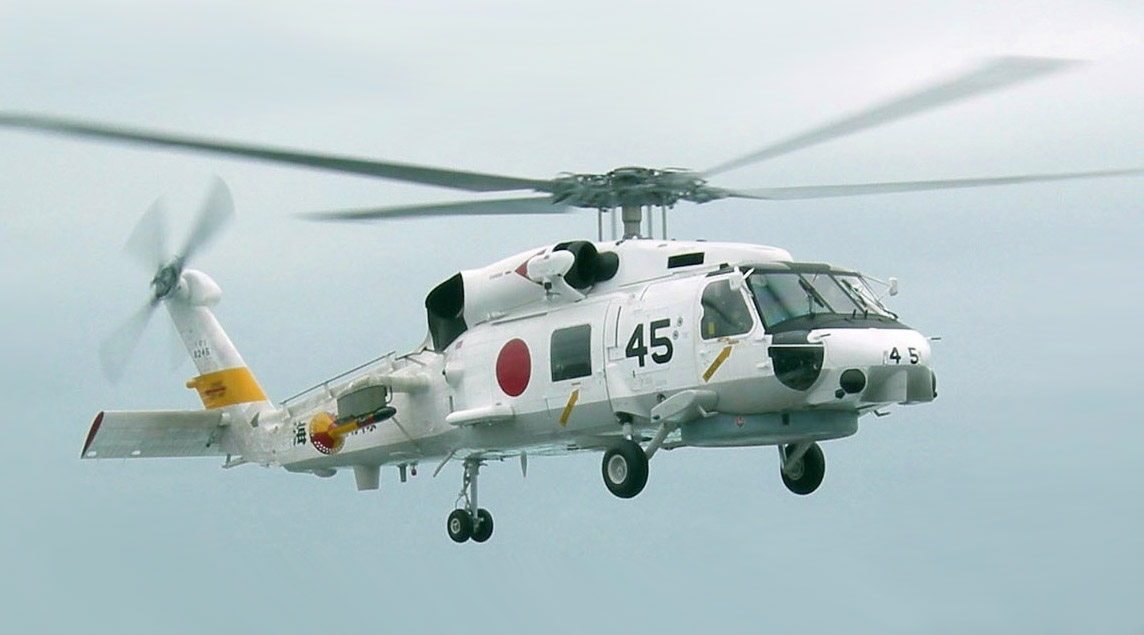
Một máy bay trực thăng JMSDF SH-60J Seahawk từ tàu JDS Haruna đáp xuống tàu vào năm 2007.

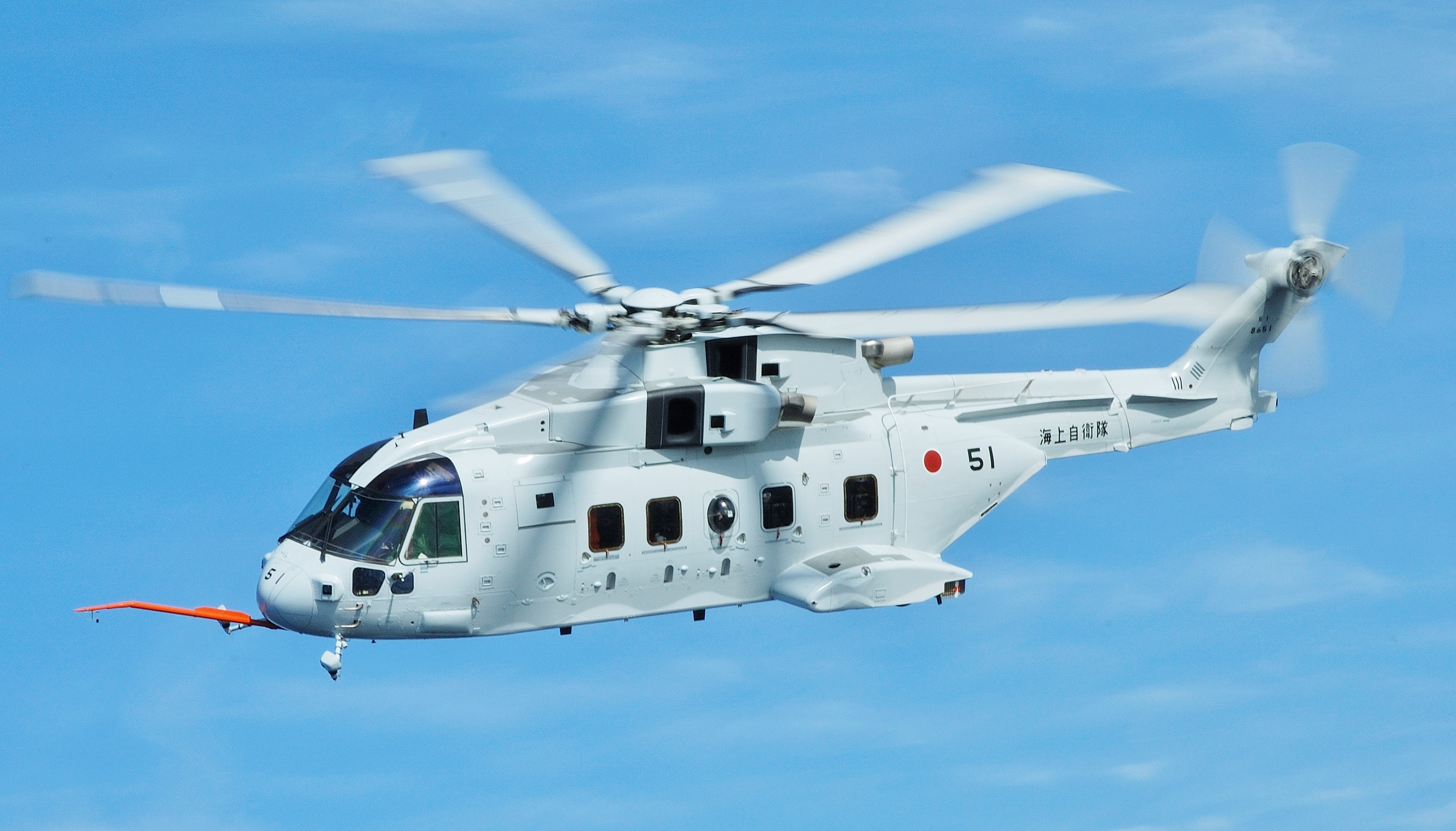
Máy bay MCH-101 của Nhật Bản

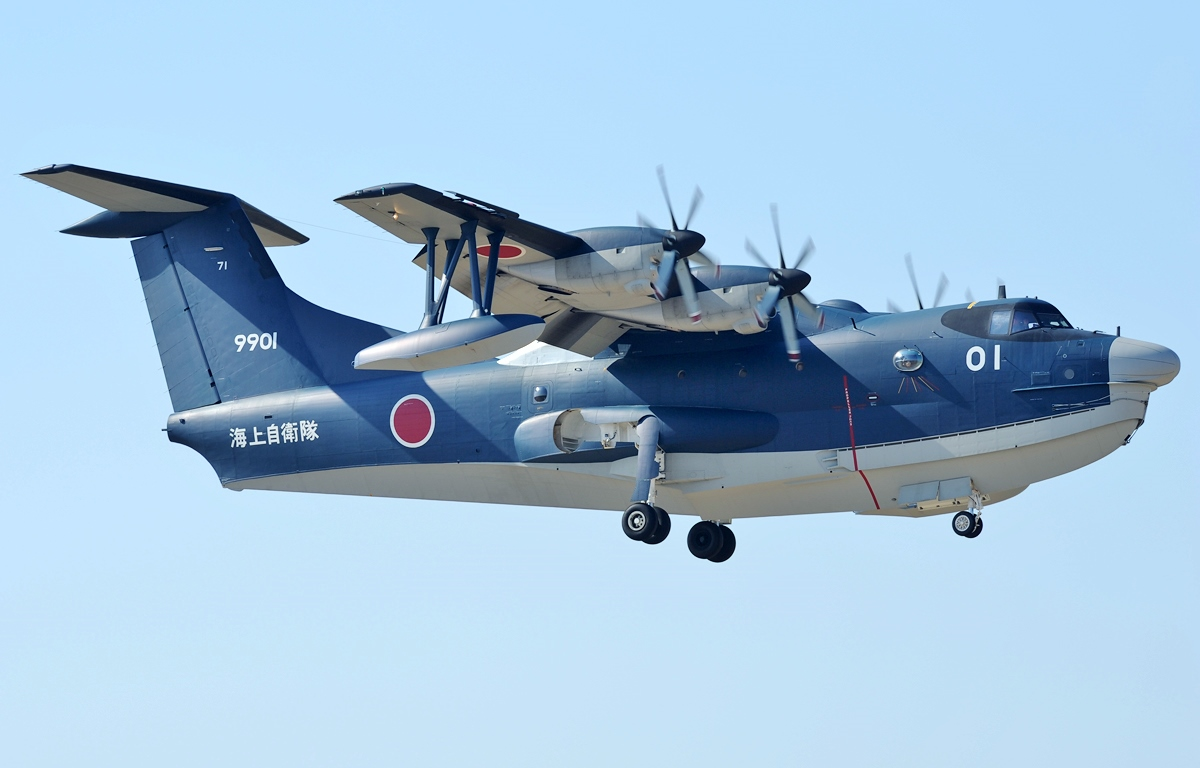
ShinMaywa US-2

Hạm đội Không lực (Căn cứ không quân Atsugi)
- Không hạm đội số 1 (Sân bay Kanoya) 
  - Phi đoàn tuần tra 1 (P-3C Orion)
  - Phi đoàn bảo trì và cung cấp 1
  - Phi đoàn căn cứ hàng không Kanoya
- Không hạm đội số 2 (Căn cứ không quân Hachinohe) 
  - Phi đoàn tuần tra trên không 2 (P-3C Orion)
  - Phi đoàn bảo trì và cung cấp 2
  - Phi đoàn căn cứ hàng không Hachinohe
- Không hạm đội số 4 (Căn cứ không quân Atsugi) [8]
  - Phi đoàn tuần tra trên không 3 (P-3C Orion) (Kawasaki P-1)
  - Phi đoàn bảo trì và cung cấp 4
  - Phi đoàn căn cứ hàng không Atsugi
  - Căn cứ hàng không Iwoto
    - Căn cứ phụ trợ hàng không Minamitorishima
- Không hạm đội số 5 (Căn cứ không quân Naha) 
  - Phi đoàn tuần tra trên không 5 (P-3C Orion)
  - Phi đoàn bảo trì và cung cấp 5
  - Phi đoàn căn cứ hàng không Naha
- Không hạm đội số 21 (Căn cứ không quân Tateyama) 
  - Phi đoàn trực thăng chống ngầm 21 (Căn cứ không quân Tateyama SH-60J / K)
  - Phi đoàn trực thăng chống ngầm 23 (Căn cứ trực thăng Maizuru SH-60J / K)
  - Phi đoàn trực thăng chống ngầm 25 (Căn cứ Ōminato SH-60J / K)
  - Phi đoàn trực thăng cứu hộ73 (Căn cứ không quân Tateyama UH-60J) 
    - Đội trực thăng cứu hộ Ominato
    - Đội trực thăng cứu hộ Iwoto

  - Phi đoàn bảo trì và cung cấp 21
  - Phi đoàn căn cứ hàng không Tateyama
- Không hạm đội số 22 (Căn cứ không quân Omura) 
  - Phi đoàn trực thăng chống ngầm 22 (Căn cứ không quân Omura SH-60J / K)
  - Phi đoàn trực thăng chống ngầm 24 (Căn cứ không quân Komatsushima SH-60J / K)
  - Phi đoàn trực thăng cứu hộ 72 (Căn cứ không quân Omura UH-60J) 
    - Đội trực thăng cứu hộ Kanoya
    - Đội trực thăng cứu hộ Tokushima

  - Phi đoàn bảo trì và cung cấp 22
  - Phi đoàn căn cứ hàng không Omura
- Không hạm đội số 31 (Căn cứ Không quân Iwakuni) 
  - Phi đoàn cứu hộ hàng không 71 (Căn cứ không quân Atsugi US-1A, US-2)
  - Phi đoàn Trinh sát trên không 81 (Căn cứ Không quân Iwakuni EP-3, OP-3C)
  - Phi đoàn hỗ trợ huấn luyện hàng không 91 (Căn cứ không quân Iwakuni UP-3D, U-36A)
  - Phi đoàn bảo trì và cung cấp 31
  - Phi đoàn bảo trì Drone
  - Phi đoàn căn cứ hàng không Iwakuni
- Phi đoàn phát triển hàng không 51 (căn cứ không quân Atsugi)
- Phi đoàn vận tải hàng không 61 (Căn cứ không quân Atsugi C-130R, LC-90)
- Phi đoàn trực thăng quét mìn 111 (căn cứ không quân Iwakuni MCH-101)
- Phi đoàn sửa chữa hàng không 1 (Sân bay Kanoya)
- Phi đoàn sửa chữa hàng không 2 (Căn cứ không quân Hachinohe)
- Liên đoàn kiểm soát không lưu (căn cứ không quân Atsugi)
- Liên đoàn xây dựng cơ động (căn cứ không quân Hachinohe)

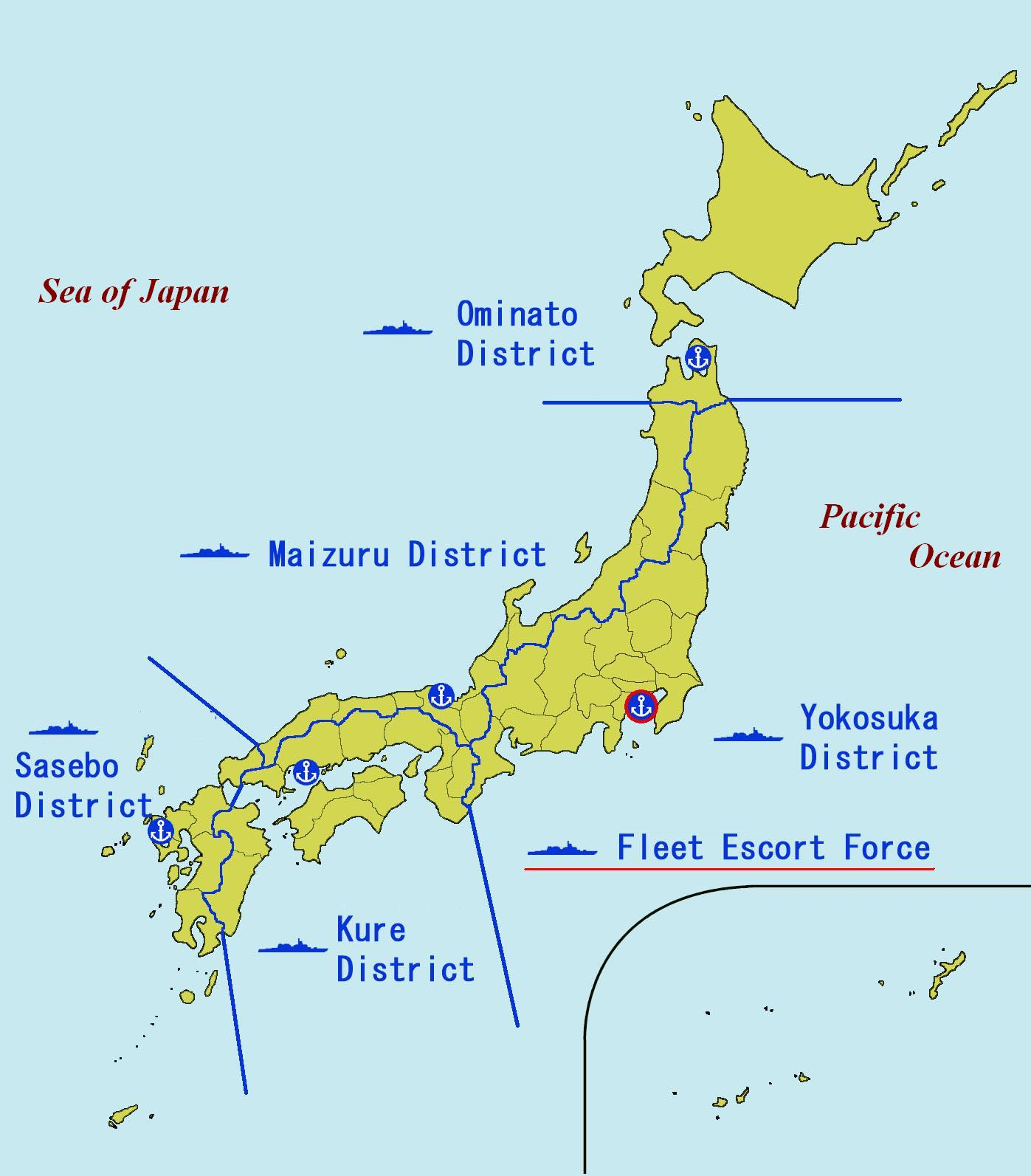
Không phận JMSDF

Các đơn vị trực thuộc hạm đội khu trục hạm
- Hạm đội quận Kure 
  - Phi đoàn hàng không Komatsushima (SH-60J, Sân bay trực thăng Komatsushima)
- Hạm đội quận Ōminato 
  - Phi đoàn hàng không Ōminato (SH-60J, Sân bay Ōminato)
  - Phi đội Ōminato (UH-60J)
- Hạm đội quận Sasebo 
  - Phi đội Airmura Air (SH-60J, Căn cứ không quân Ōmura)
- Hạm đội quận Yokosuka 
  - Chuyến bay Shirase (SH-60J, căn cứ không quân Tateyama)

Bộ chỉ huy huấn luyện không quân
- Liên đoàn huấn luyện hàng không Shimofusa (căn cứ không quân Shimofusa) 
  - Phi đoàn huấn luyện hàng không 203 (P-3C)
  - Phi đoàn huấn luyện hàng không 205 (không có máy bay)
- Liên đoàn huấn luyện hàng không Tokushima (sân bay Tokushima) 
  - Phi đoàn huấn luyện hàng không 202 (Beechcraft TC-90 King Air, Beechcraft UC-90 King Air)
- Liên đoàn huấn luyện hàng không Ozuki (Sân bay Ozuki) 
  - Phi đoàn Huấn luyện hàng không 201 (Fuji T-5) 
    - Phi đoàn huấn luyện hàng không 211 (OH-6D, OH-6DA, SH-60J, Eurocopter TH-135)